# إياد برغوثي
إياد برغوثي، كاتب وروائي ومترجم فلسطينيّ، وُلد في 31 تمّوز/ يوليو 1980 في الناصرة، درس علم الاجتماع وعلوم الإنسان (الأنثروبولوجيا) والعلوم السياسيّة في جامعة تل أبيب. عمل مديرًا لجمعيّة الثّقافة العربّية في حيفا، فلسطين 48، كما عمل محرّرًا لصحيفة «فصل المقال» الأسبوعيّة. 
أدار جمعيّة الثّقافة العربيّة في مدينة حيفا لبضعة سنوات. له مجموعة قصصيّة بعنوان «بين البيوت» وعدّة أعمال مسرحيّة. «بردقانة» هو عمله الروائي الأوّل وقد أنجز في إطار «محترف نجوى بركات» في دورته الثانية (ربيع 2013 - ربيع 2014) التي أقيمت بالتعاون مع وزارة الثقافة في مملكة البحرين.
[انحياز]خلال دراسته لعلم الاجتماع أثارت اهتمامه بالمدينة والهُويّة والذاكرة، كما إقامته في يافا ثمّ عكّا وحيفا والإبحار بتاريخها وتحوّلاتها وحياة أهلها، دفعته إلى البحث عن صيغة لسردٍ أدبيّ جديد للذاكرة الفلسطينيّة، ما قبل النكبة وما بعدها، يُكتب من داخل بيوت المدن التاريخية ومن خلال شبابيك وأبواب التفاصيل الحياتية المنسيّة للنّاس الذين همّشتهم العناوين الكبيرة، بحكم الظرف التاريخي والنكبة المستمرة.
في مقاله «عندما لم يقفز الملاكم في البحر»، [انحياز]يقول الكاتب هشام البستاني في حديثه عن مجموعة «بين البيوت» القصصية: «في قصص إياد نتلمّس فلسطين أخرى، فلسطين حقيقية، فلسطين لا أسطورية»، ويضيف: «في قصص إياد نتلمّس فلسطينيًا آخر أكثر حقيقية من لحم ودم: واحدٌ طبيب، وآخر مدمن مخدرات، أحدهم عميق وآخر سطحي، واحد يشتم، وآخر يعاكس البنات.»

## «بردقانة»،[انحياز]علامة فارقة في الرواية الفلسطينية
صدرت للكاتب إياد برغوثي (آذار/مارس 2014) رواية «بردقانة» عن دار الآداب البيروتية، وفي إطار «محترف نجوى بركات» لكتابة الرواية. تجري أحداث الرواية في مدينة عكّا عام 1945، وتحكي قصة الكابتن فايز غندور مدرّب فريق كرة القدم المحلّي، الذي يحيا أجمل أيّام حياته بعد أن تمّ تعيينه مدرّبًا للمنتخب العربي الفلسطينيّ الجديد، وهو على وشك الزواج من خطيبته ثريّا، المعلّمة في مدرسة البنات. إلاّ أنّ مطالبة جريدة معروفة بمنع تعيينه ونشر صورة لوالده المقتول في خضمّ الثورة وقد عُلّقت على جثّته لافتة مكتوب عليها «عميل»، سيقلبان حياته رأساً على عقب.
[انحياز] كتب سلمان عز الدين، في مقالته "بردقانة إياد برغوثي كرة فلسطينية تخترق الأسلاك": «بردقانة» رواية فلسطينية تكسر الثيمات النمطية للرواية الفلسطينية من مقاومة وتهجير واعتقال واستشهاد، وتدعو مداورةً إلى إعادة النظر في مصطلحات ومفاهيم أفرزتها الوقائع الفلسطينية المتعاقبة عبر مسارها الطويل، وبعضها ينتمي إلى ما يُعرف باللغة الخشبية... وهي في بنيتها الروائية البسيطة وحكايتها المختلفة تُشكّل علامة فارقة في الرواية الفلسطينية".

## «بين البيوت» وجوائز أخرى
حازت مجموعته القصصيّة «بين البيوت» في العام 2008 على الجائزة التشجيعيّة للكاتب الشاب من مؤسّسة عبد المحسن القطان (رام الله) وصدرت عن دار ملامح القاهريّة-البيروتيّة في العام 2011، وفي تسويغها لقرار منح الجائزة التشجيعية لبرغوثي، كتبت لجنة التحكيم: «لأنها (المجموعة) تتماسك على أساس راسخ من رؤية إنسانية واضحة وعميقة، يطمئن إليها المؤلف في كتابته، ولكنه اطمئنان غير ساكن أو خامل، ما يدفعه باستمرار إلى تغذيته بتفاصيل الواقع، من دون أن يتحول هذا الواقع الصعب والمعقد بذاته، إلى مادة جاهزة بين يديه للتسجيل التلقائي، بل هو متغير ومتطور في حيوية دائمة، ما بين التراجيديا من جهة والفانتازيا من جهة ثانية. كما أنّ في هذه المجموعة ثمة موهبة في السرد، وقدرة على بناء الحكاية وسلاسة في الأسلوب».
في العام 2009 حازت قصته «السماعة» على جائزة في مسابقة «بحر من الكلمات» للقصة القصيرة (مؤسّسة آنا ليند ومؤسّسة الثقافة الأورو متوسطية)، كما حرّر مجلة «قضايا جمعيّة» (2007-2010) وكتاب «الثقافة، الهويّة والرؤية» الصادر عن مؤسّسة الأسوار-عكا (2006).

## مؤلّفات إياد برغوثي
يتوزّع إنتاجه على القصّة، والمسرح، ومؤلّفاته هي: المجموعة القصصيّة «نضوج» (2006)، مونودراما «المستيقظ» (2007)، مسرحية «ذاكرة أخرى» (2007)، مونودراما «قال هرتسل» (2009)، مسرحية «ظاهر العمر» (2010). كتب سيناريو الفيلم القصيرة «يا أنا يا حيفا» (2007).